# Fatma el-Sharnouby
Fatma Naguib el-Sharnouby (arabisch فاطمة الشرنوبي, DMG Fāṭima aš-Šarnūbī; * 18. November 1997) ist eine ehemalige ägyptische Leichtathletin, die sich auf den Mittelstreckenlauf spezialisiert hat.

## Sportliche Laufbahn
Erste internationale Erfahrungen sammelte Fatma el-Sharnouby im Jahr 2014, als sie bei den Olympischen Jugendspielen in Nanjing mit 5:35,32 min den achten Platz im B-Finale im 1500-Meter-Lauf belegte. Im Jahr darauf gelangte sie bei den Crosslauf-Weltmeisterschaften 2015 in Guiyang nach 25:36 min auf den 95. Platz im U20-Rennen und 2016 nahm sie dank einer Wildcard im 800-Meter-Lauf an den Olympischen Sommerspielen in Rio de Janeiro teil und schied dort mit 2:21,24 min in der ersten Runde aus. Im Jahr darauf bestritt sie ihre letzten offiziellen Wettkämpfe und beendete damit ihre aktive sportliche Karriere im Alter von nur 19 Jahren.
2016 wurde el-Sharnouby ägyptische Meisterin im 800- und 1500-Meter-Lauf.

## Persönliche Bestleistungen
- 800 Meter: 2:17,50 min, 24. Oktober 2011 in Doha
- 1500 Meter: 4:47,03 min, 4. Juni 2021 in Istanbul